# Richard Andree
Richard Andree (Brunswick, 26 de febrero de 1835 – Múnich, 22 de febrero de 1912) fue un geógrafo y cartógrafo alemán, reconocido por dedicarse especialmente a los estudios etnográficos. Escribió numerosos libros sobre dicho tema, tratando en estos de manera notable cuestiones de las etnias de su propio país. Uno de sus trabajos generales más destacados fue el Ethnographische Parallelen und Vergleiche (Stuttgart, 1878).

## Biografía
Andree nació en Brunswick, como hijo del geógrafo Karl Andree (1808–1875). Siguiendo los pasos de su padre, estudió ciencias naturales en el Collegium Carolinum de Brunswick y en la Leipzig University, y además trabajó temporalmente en una herrería de Bohemia. 
Fue el director de la oficina de geografía de la editorial  Velhagen & Klasing en Leipzig de 1873 a 1890. También se dedicó a la cartografía, tomando una participación como jefe en la producción del Physikalisch-Statistischer Atlas des Deutschen Reichs (junto con Oscar Peschel, Leipzig, 1877) y el Allgemeiner Historischer Handatlas, (con Gustav Droysen, hijo de Johann Gustav Droysen, Leipzig, 1886) así como encargado en la elaboración de atlas escolares.

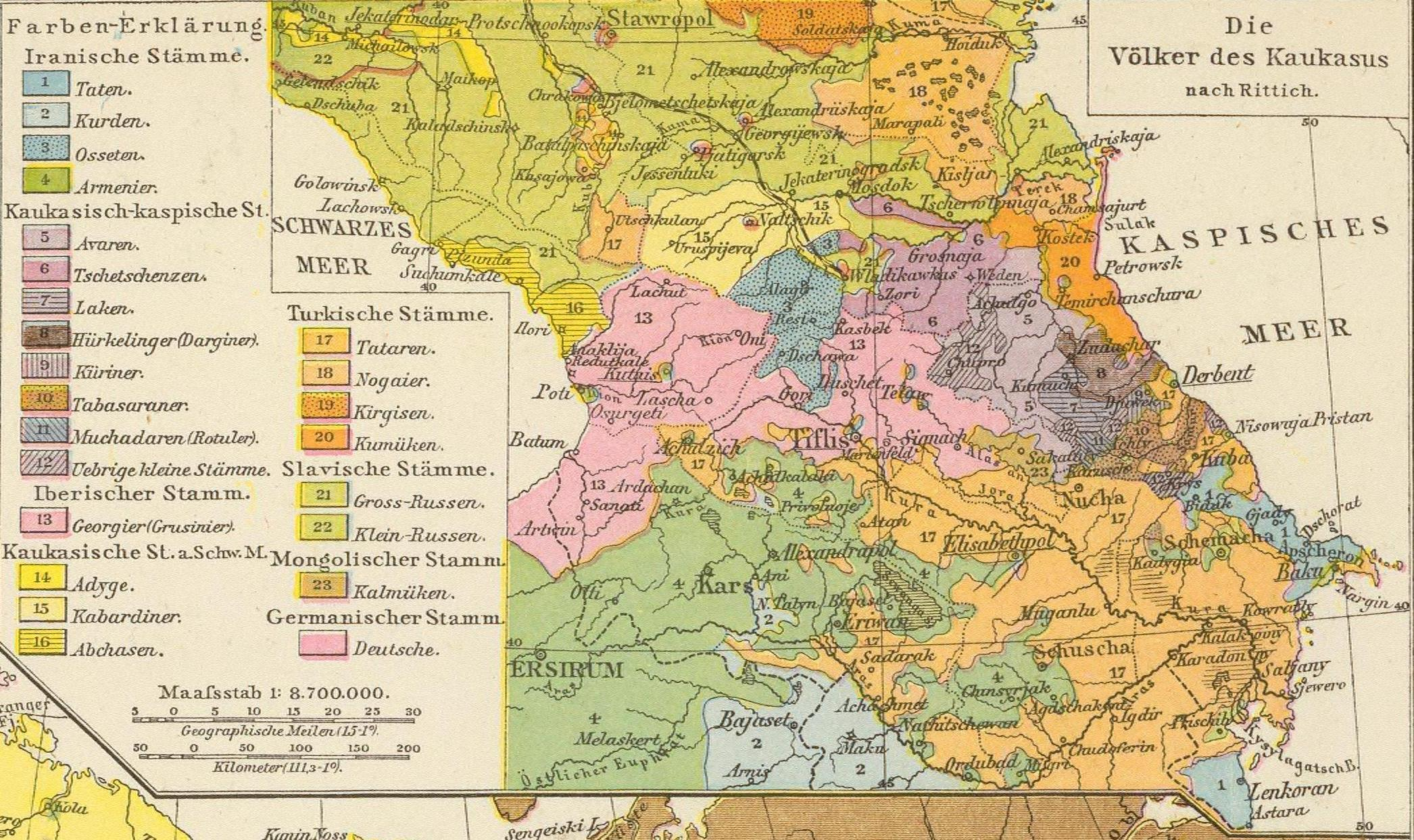
Mapa etnográfico de la región del Cáucaso, 1881

El trabajo principal de Andree, aun así, fue su Allgemeiner Handatlas (Leipzig, primera edición 1881, edición final 1937), uno de los atlas mundiales más exhaustivos de todos los tiempos. Las primeras ediciones del Atlas de tiempos del mundo (1895-1900) están basadas en este atlas, al igual que el Atlas universal, de Cassell.  Andree se convirtió en un miembro electo de la Academia de Ciencias Leopoldina en 1886. En 1890 se mudó a Heidelberg, donde  continuó la redacción de la revista académica Globus de 1891 hasta 1903. Andree hizo contribuciones importantes a los estudios etnográficos comparativos de países y personas, defendiendo las ideas de Adolf Bastian de un marco mental básico común compartido por todos los  humanos. Su trabajo también influyó los estudios de Arnošt Muka sobre la cultura Sorbia. 
En 1903, Andree se casó con Marie Eysn, quien adoptó el nombre de Marie Andree-Eysn. Andree murió a los 76 años en Múnich, que había sido el hogar de la pareja desde 1904.

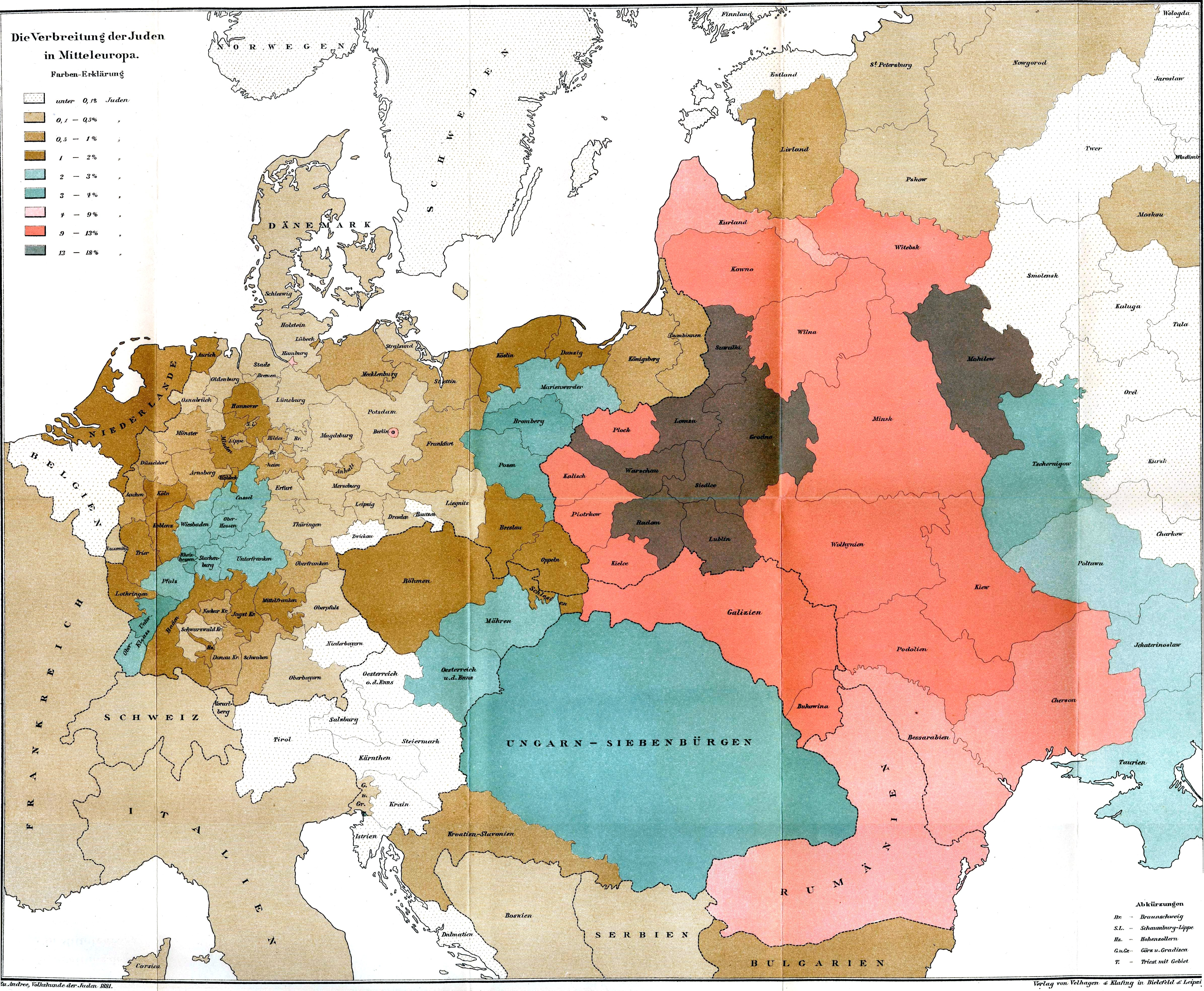
Juden 1881